# Hardya dentatus
Hardya dentatus är en insektsart som beskrevs av Henry Fairfield Osborn och Ball 1898. Hardya dentatus ingår i släktet Hardya och familjen dvärgstritar. Inga underarter finns listade i Catalogue of Life.